# 歐洲四大經濟體

歐洲四大經濟體

歐洲四大經濟體是指位於歐洲的四大經濟強國，他們目前仍舊是主導歐洲乃至世界的經濟走向的國家之一，分別是德國、法國、英國、意大利。

## 介紹
歐洲四大經濟體形成于第二次世界大戰后，由德國、法國、英國和意大利組成，這四個國家分別是歐洲聯盟創始會員國，北大西洋公約組織創始會員國，G8成員國，在經濟，政治，軍事上是歐洲地區最重要的力量。四大經濟體在2013年的GDP總量高達108,900億美元，人口超過2.7億人。2008年，全球經濟危機時，曾舉行歐洲四大經濟體領袖峰會，四大經濟體國家的政府首腦列席會議，主題是帶領歐盟在未來兩年內走出經濟增長的低谷。

## 2013年歐洲四大經濟體國家的GDP及人口
- 德国：35,930億美元；人口：80,996,685
- 法國：27,390億美元；人口：66,259,012
- 英国：24,900億美元；人口：63,742,977
- 義大利：20,680億美元；人口：61,680,122